# Che/cosa/te/ne/fai/di/un/titolo
Che/cosa/te/ne/fai/di/un/titolo è un album del 2005 dei Mercanti di Liquore; è considerato un disco di transizione tra il folk e il pop.

## Tracce
1. Non siamo mai stati sulla luna – 3:52
2. L'uomo che non dorme mai – 5:21
3. Senza titolo – 6:52
4. Il suddito peggiore – 3:46
5. L'Italia – 6:45
6. La semi-automatica – 5:03
7. La moglie brontolona – 4:38
8. Nella chiesa di Bellusco – 7:49
9. Huntsville – 3:57